# Préalpes italiennes
Pour les articles homonymes, voir Préalpes.
Les Préalpes italiennes sont une suite de reliefs montagneux italiens situés au sud de la ligne de crêtes principale des Alpes et constituant une transition entre les reliefs alpins et la plaine du Pô. Elles font l'objet de plusieurs systèmes de classification.

## Caractéristiques

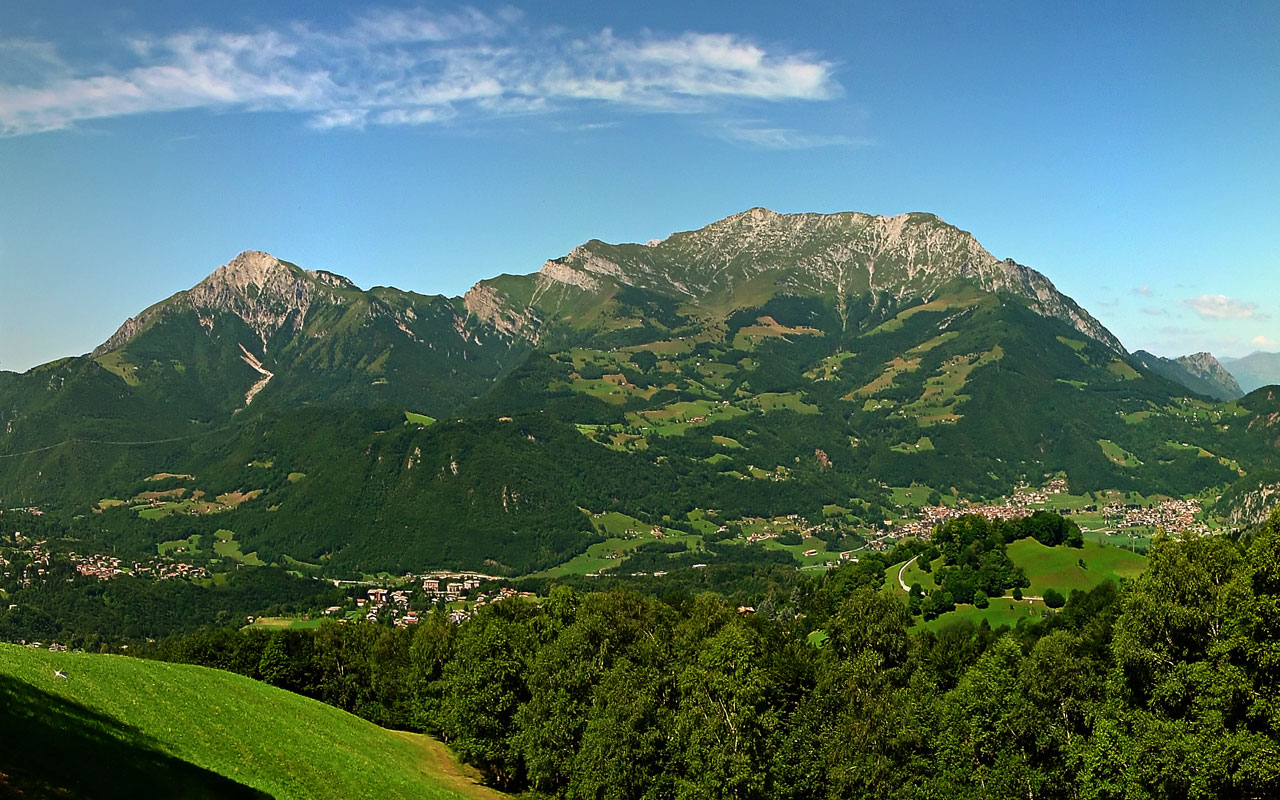
La chaîne des Grigne représente un important groupe montagneux préalpin.

Les reliefs préalpins diffèrent de ceux situés le long de la chaîne principale des Alpes par de multiples facteurs. En premier par l'altitude : les Préalpes n'atteignent pas de grandes hauteurs, d'où découle la quasi totale absence de glaciers. Une grande partie des Préalpes est géologiquement plus récente que les Alpes au sens strict. Prédominent ici les roches carbonatées parmi lesquelles les calcaires et, dans de moindres proportions, la dolomie. Les montagnes constituées de roches calcaires ou dolomitiques présentent une apparence escarpée et inaccessible, avec parfois des parois verticales. Les Grigne et le Pizzo della Presolana, dans les Préalpes lombardes, en sont deux exemples significatifs.

## Classification traditionnelle

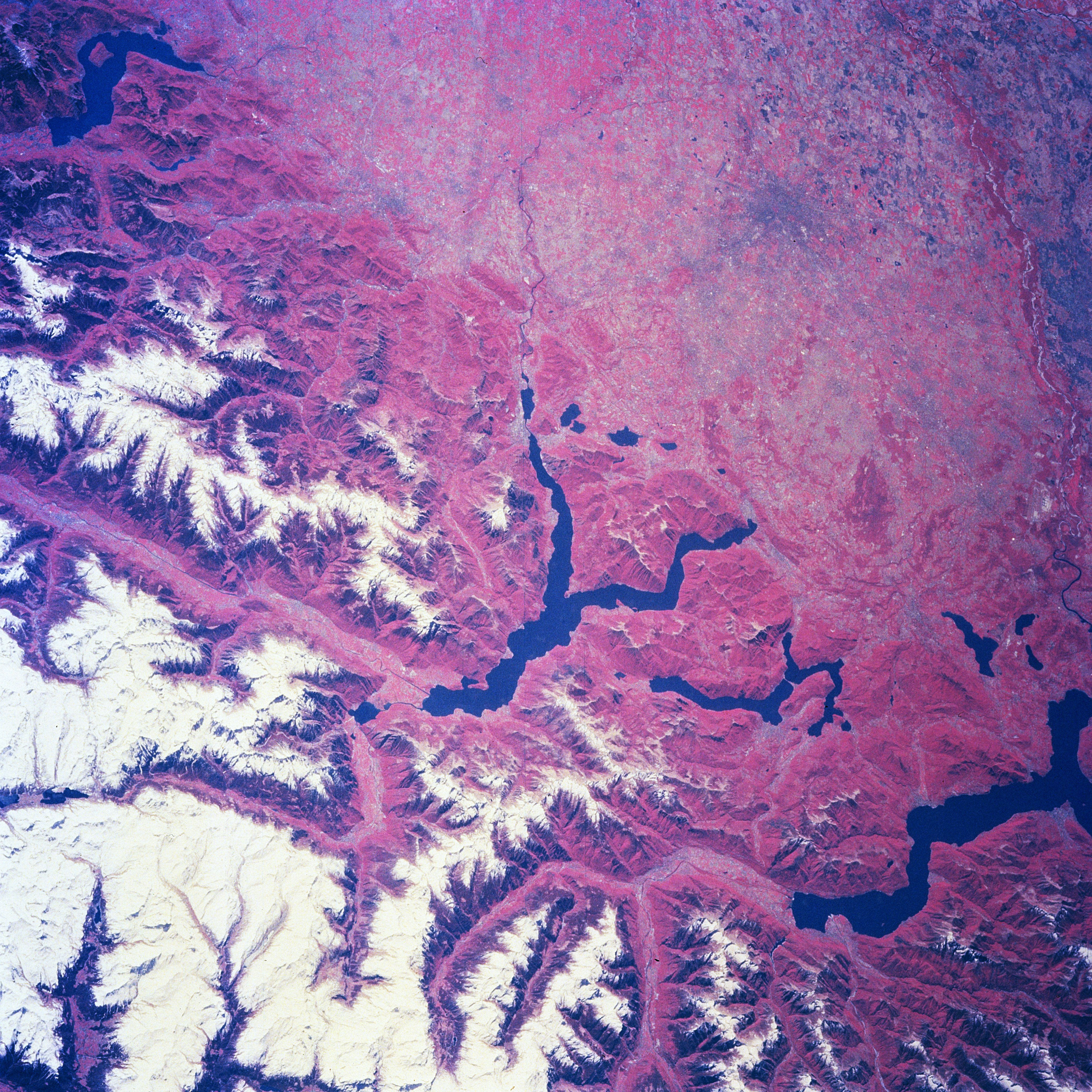
Image satellite de la Lombardie : on distingue bien le sillon de la Valteline qui sépare la chaîne alpine principale des Préalpes lombardes.

Selon la géographie traditionnelle italienne, les Préalpes commencent à l'est du lac Majeur et se terminent dans le haut plateau Karsique. Les Préalpes de Bielle, situées à l'ouest par rapport au Verbano, sont considérées comme faisant partie des Alpes pennines. Le lac de Garde les divise en Préalpes lombardes, à l'ouest et Préalpes vénètes, à l'est.
Les Préalpes lombardes comprennent les montagnes qui dominent les grands lacs (de ce fait parfois nommés « lacs préalpins »), les Préalpes varésines, le Triangolo Lariano (territoire compris entre les deux branches du lac de Côme), les Préalpes bergamasques et les Préalpes de Brescia. Les limites septentrionales de la suite préalpine sont déterminées principalement par des variations significatives en terme géologique comme la composition des roches et la morphologie des reliefs mais aussi par l'altitude.
Les Préalpes vénètes comprennent le groupe du Monte Baldo, les monts Lessins (it), les montagnes au sud de la Valsugana, la chaîne située au sud de la Valbelluna (it) qui va du Monte Grappa au col Visentin, les Préalpes carniques qui comprennent le sommet le plus élevé de la chaîne, la Cima dei Preti à 2 706 mètres, et enfin, les Préalpes juliennes.
Dans le Piémont en revanche les Préalpes sont complètement absentes : les Alpes s'élèvent directement depuis la plaine du Pô avec les particularités du paysage qui en découlent.

## Classification SOIUSA

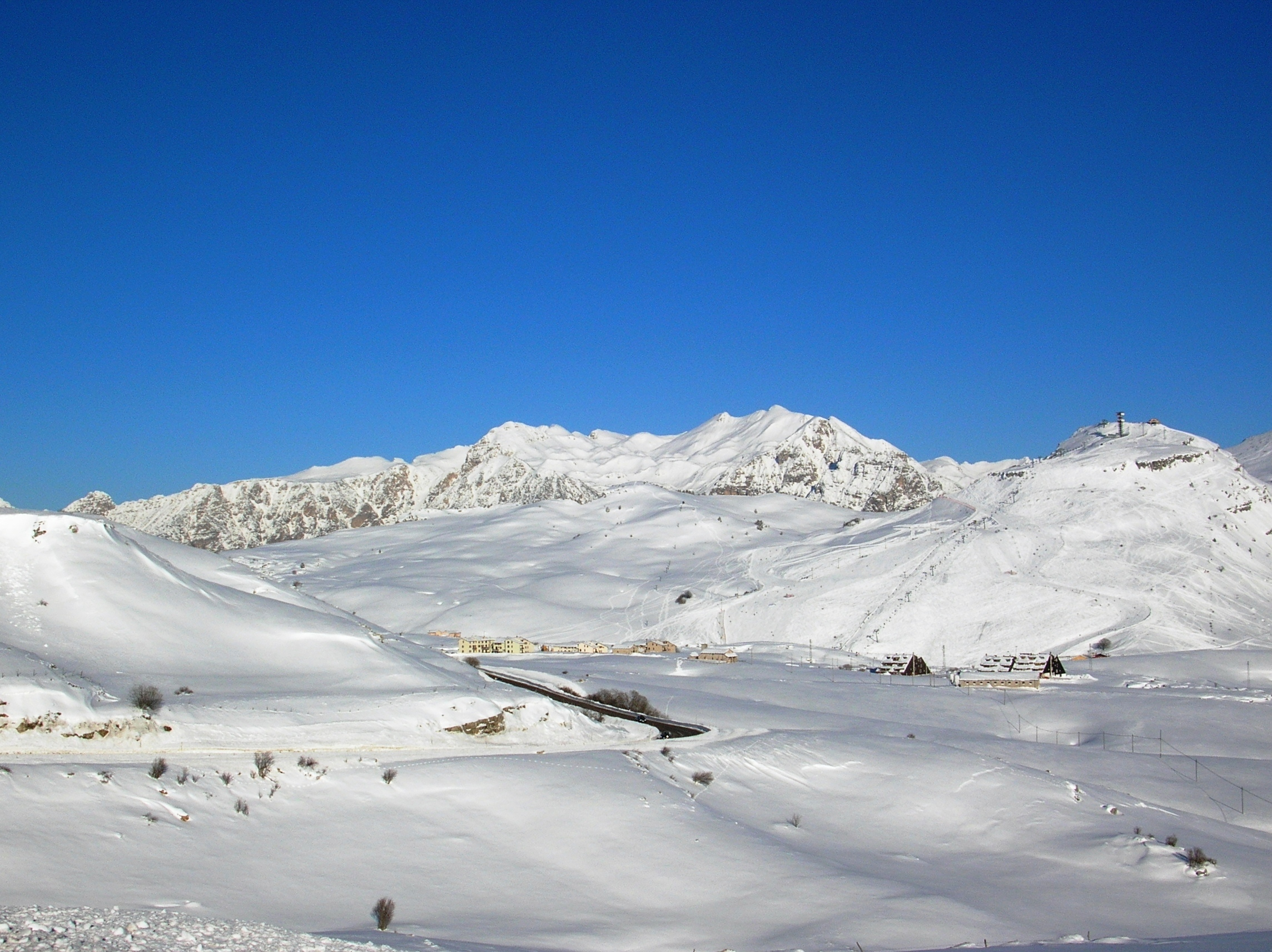
Vue hivernale des monts Lessins dans les Préalpes vénètes.

La classification traditionnelle du système alpin selon la géographie italienne, formulée en 1924 durant le IXe Congrès géographique italien et officialisée en 1926, a été récemment revue par la SOIUSA (Suddivisione Orografica Internazionale Unificata del Sistema Alpino « Subdivision orographique internationale unifiée du système alpin »), présentée en 2005 et publiée dans les revues spécialisées. Cette nouvelle subdivision, reconnue internationalement, affecte une extension et des limites différentes et une nouvelle répartition interne, également pour les Préalpes.
La SOIUSA identifie la limite naturelle entre la chaîne alpine proprement dite et la suite préalpine située au sud dans la ligne insubrienne, un système quasi continu de fractures qui, partant de la zone au nord de Biella et se poursuivant en direction du nord-est coupe longitudinalement le système alpin en divisant la chaîne principale des Alpes sud-orientales (dites également Alpes calcaires méridionales).
Selon la SOIUSA, les Préalpes sont divisées en sections appartenant chacune à un secteur du système alpin : 
- Alpes nord-occidentales
  - Préalpes luganaises (Préalpes lombardes occidentales ou Préalpes de Varèse dans la classification traditionnelle)
- Alpes sud-orientales
  - Préalpes bergamasques (Préalpes lombardes centrales)
  - Préalpes de Brescia et de Garde (Préalpes lombardes orientales)
  - Préalpes vénètes (Préalpes vicentines et Préalpes bellunaises)
  - Préalpes juliennes